# Ronay
Ronay (em gaélico escocês:  Rònaigh) é uma ilha localizada nas Hébridas Exteriores da Escócia. É próxima a costa leste de Grimsay, Eilean na Cloiche no sudeste, Eilean an Fhèidh ao leste e Flodaigh Mòr no nordeste.